# Coupang (Gewichtseinheit)
Coupang, auch Coupant, war ein indisches Gold- und Silbergewicht auf der Insel Sumatra und eine japanische Goldmünze.
- 1 Coupang = 199 4/5 As = 9,7 Gramm[1]